# Puzneakivți, Muncaci
Puzneakivți (în ucraineană Пузняківці) este localitatea de reședință a comunei Puzneakivți din raionul Muncaci, regiunea Transcarpatia, Ucraina.

## Demografie
Componența lingvistică a localității Puzneakivți
     Ucraineană (98,51%)
     Rusă (1,49%)
Conform recensământului din 2001, majoritatea populației localității Puzneakivți era vorbitoare de ucraineană (98,51%), existând în minoritate și vorbitori de rusă (1,49%).